# Bosch Solar Energy

Logo der ehemaligen ErSol Solar Energy Aktiengesellschaft

Die Bosch Solar Energy AG (vormals ErSol Solar Energy Aktiengesellschaft) war ein Unternehmen, das überwiegend siliziumbasierte Photovoltaik-Produkte, insbesondere Solarzellen und kristalline Solarmodule herstellte und seinen Sitz in Erfurt und danach in Arnstadt hatte.

## Geschichte
Das Unternehmen wurde am 12. März 1997 als ErSol Solarstrom GmbH & Co. KG gegründet. Die erste Fertigungsanlage war eine Produktionslinie für multikristalline Silizium-Solarzellen im Format 100 mm × 100 mm.
2001 wurde das Unternehmen in eine Aktiengesellschaft mit Claus Beneking als Vorstandsvorsitzendem umgewandelt und firmierte seitdem als ersol Solar Energy AG. Im Rahmen einer in 2004 durchgeführten Kapitalerhöhung und diversen Aktienkäufen von Altaktionären trat der „Ventizz Capital Fund II, LLP“ als Mehrheitsaktionär ein. Ventizz besetzte danach vier der sechs Mandate im Aufsichtsrat und stellte mit Helmut Vorndran den Aufsichtsratsvorsitzenden. Außerdem wurde dem Unternehmen Kapital für eine Expansion, was sich neben den Eigenkapitalzuführungen auch im ersten Konsortialkreditvertrag unter Führung der Deutschen Bank konkretisierte. In der Konsequenz expandierte ErSol mit dem  Erwerb des Ingot- und Waferproduzenten ASi Industries GmbH in Arnstadt. Der Unternehmensumsatz wuchs im Jahr 2005 auf 64 Millionen Euro und der operative Gewinn auf 9,5 Millionen Euro. Von September 2005 wurde Ersol an der Frankfurter Wertpapierbörse gehandelt. Die Aktienemission war 50-fach überzeichnet und am 30. September 2005 startete der Handel mit ErSol-Aktien mit einem über 50%igen Kursgewinn für die Zeichner der Emission.

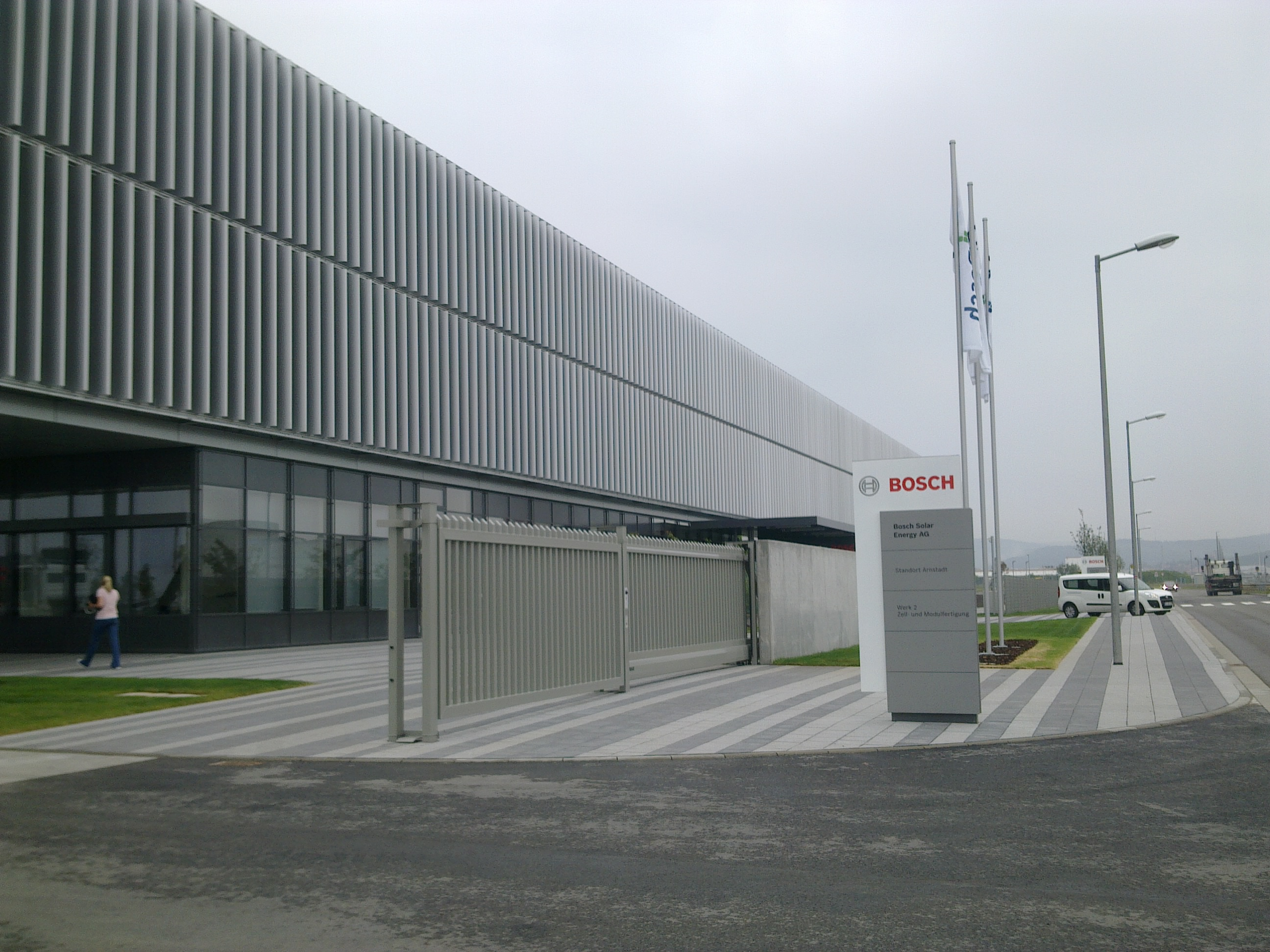
Ehemalige Zentrale von Bosch Solar Energy in Arnstadt mit Verwaltung, Forschung und Entwicklung

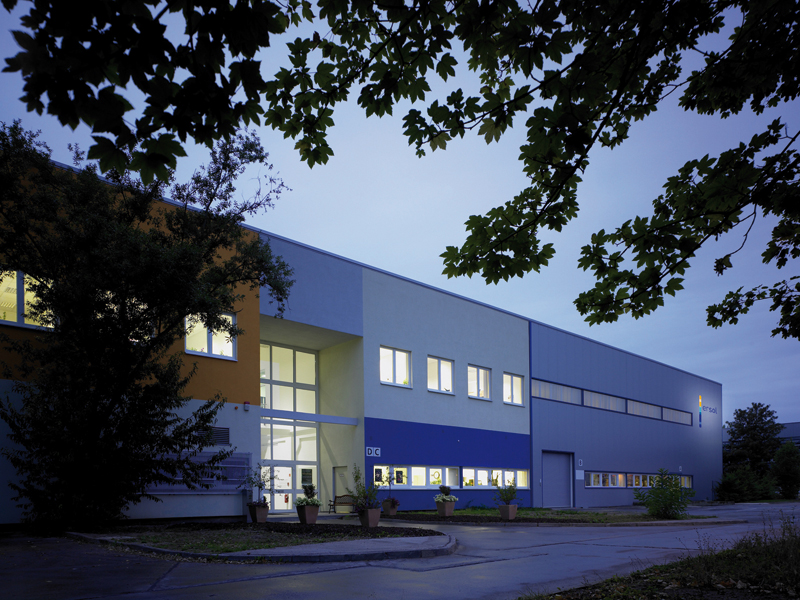
Ehemalige Zentrale von Bosch Solar Energy in Erfurt

Im Februar 2006 erwarb Ersol den kalifornischen Silizium-Recycler Silicon Recycling Services Inc. (SRS). Im Juli 2006 erfolgte der Spatenstich für eine Silizium-Dünnschichtfabrik (ersol Thin Film GmbH). Ein zweites Solarzellenwerk in Arnstadt wurde im November 2007 eingeweiht. Zur Finanzierung der Expansion unterzeichnete Ersol im Oktober 2006 einen weiteren Konsortialkreditvertrag unter Führung der Deutschen Bank über 157 Millionen Euro. Zum 31. Dezember 2007 beschäftigte die Unternehmensgruppe mehr als 800 Mitarbeiter.
Ventizz war im Laufe der Jahre nicht mehr in der Lage, die weitere Expansion von Ersol mit Investitionsvolumina in Milliardenhöhe zu finanzieren. Daher wurde in 2007 die Investmentbank Morgan Stanley beauftragt, strategische Optionen für den damaligen Mehrheitsaktionär zu prüfen. Als Ergebnis dieses Prozesses unterzeichnete Ventizz am 1. Juni 2008 einen Verkaufsvertrag, mit dem es sein gesamtes Aktienpaket über 50,45 Prozent an der „ersol Solar Energy AG“ an die Robert Bosch GmbH veräußerte, welche mit diesem Schritt einen neuen Unternehmensbereich für erneuerbare Energien aufbauen wollte. Am darauffolgenden 2. Juni 2008 unterbreitete Bosch den Minderheitsaktionären das gesetzlich vorgeschriebene Pflicht-Übernahmeangebot für alle anderen ausstehenden Aktien. Am 12. August 2008 wurde die Übernahme nach Zustimmung aller kartellrechtlich relevanten Behörden vollzogen.
Mit Beschluss der Hauptversammlung vom 23. Juli 2009 wurden sämtliche Anteile der Minderheitsaktionäre im Zuge eines Squeeze-outs an die Robert Bosch GmbH übertragen. Am 1. September 2009 folgte die Umbenennung der „ersol Solar Energy AG“ in die „Bosch Solar Energy AG“.
Nach knapp zweijähriger Bauzeit eröffnete das Unternehmen im Sommer 2011 sein neues Kompetenzzentrum in Arnstadt mit neuer Modulfertigung, Unternehmenszentrale, Forschungszentrum und Ausbildungszentrum. Seit Januar 2012 war Arnstadt auch der offizielle Firmensitz der Bosch Solar Energy AG. Im Frühjahr 2012, nach achtmonatiger Umbauzeit, entstand zudem am ehemaligen Bosch-Standort für Diesel-Einspritzpumpen in Vénissieux, in der Nähe von Lyon, eine Fertigung für kristalline Solarmodule. Im Dezember 2012 schloss Bosch Solar Energy den Dünnschicht-Standort in Erfurt. Damit verabschiedete sich die Solar Energy von der µm-Si Dünnschicht-Technologie und fokussierte sich auf die kristalline Modultechnologie und die CIS-Dünnschicht.
Am 22. März 2013 verkündete Bosch, aus der Solartechnik auszusteigen und alle Standorte in diesem Bereich zu schließen. Die Fertigung von Ingots, Wafern, Zellen und Modulen wurde bis Anfang 2014 eingestellt und die einzelnen Bereiche verkauft. Von dem Schritt war vor allem Thüringen betroffen: An ihrem Hauptsitz in Arnstadt beschäftigte die Bosch Solar Energy AG rund 1.800 Mitarbeiter. Insgesamt arbeiteten in der Solarsparte von Bosch rund 3.000 Beschäftigte, vor allem in Deutschland und Frankreich.
Ende 2013 wurde bekannt, dass die Fertigungsstätten von Bosch Solar in Arnstadt vom Bonner Solarkonzern Solarworld AG übernommen werden. Solarworld erhielt von Bosch für die Übernahme der Mitarbeiter und den Erhalt der Fertigungsstätte 130 Mio. Euro. Am 31. Mai 2016 wurde die Bosch Solar Energy AG aus dem Handelsregister gelöscht. Es erfolgte eine formwechselnde Umwandlung der Gesellschaft in die „Bosch Solar Services GmbH“ mit dem Sitz in Arnstadt, ein Serviceunternehmen für Dienstleistungen rund um Solarprodukte, das jedoch selbst keine Fertigungsstätten mehr betreibt.

## Aktie
Am 30. September 2005 erfolgte mit der Aufnahme des Aktienhandels die Börsennotierung der ersol Solar Energy AG. Die Aktie notierte im Prime Standard der Frankfurter Wertpapierbörse, war seit 19. Dezember 2005 im TecDAX und ab 4. Juni 2007 im ÖkoDAX vertreten. Die Aktie wurde am 22. September 2008 aus dem TecDAX und dem ÖkoDAX genommen. Mit Wirkung zum 8. September 2009 wurde die Notierung der Aktien an der Frankfurter Wertpapierbörse eingestellt.

## Struktur und Produkte
Bosch Solar Energy war ein integrierter Hersteller von Photovoltaikprodukten:

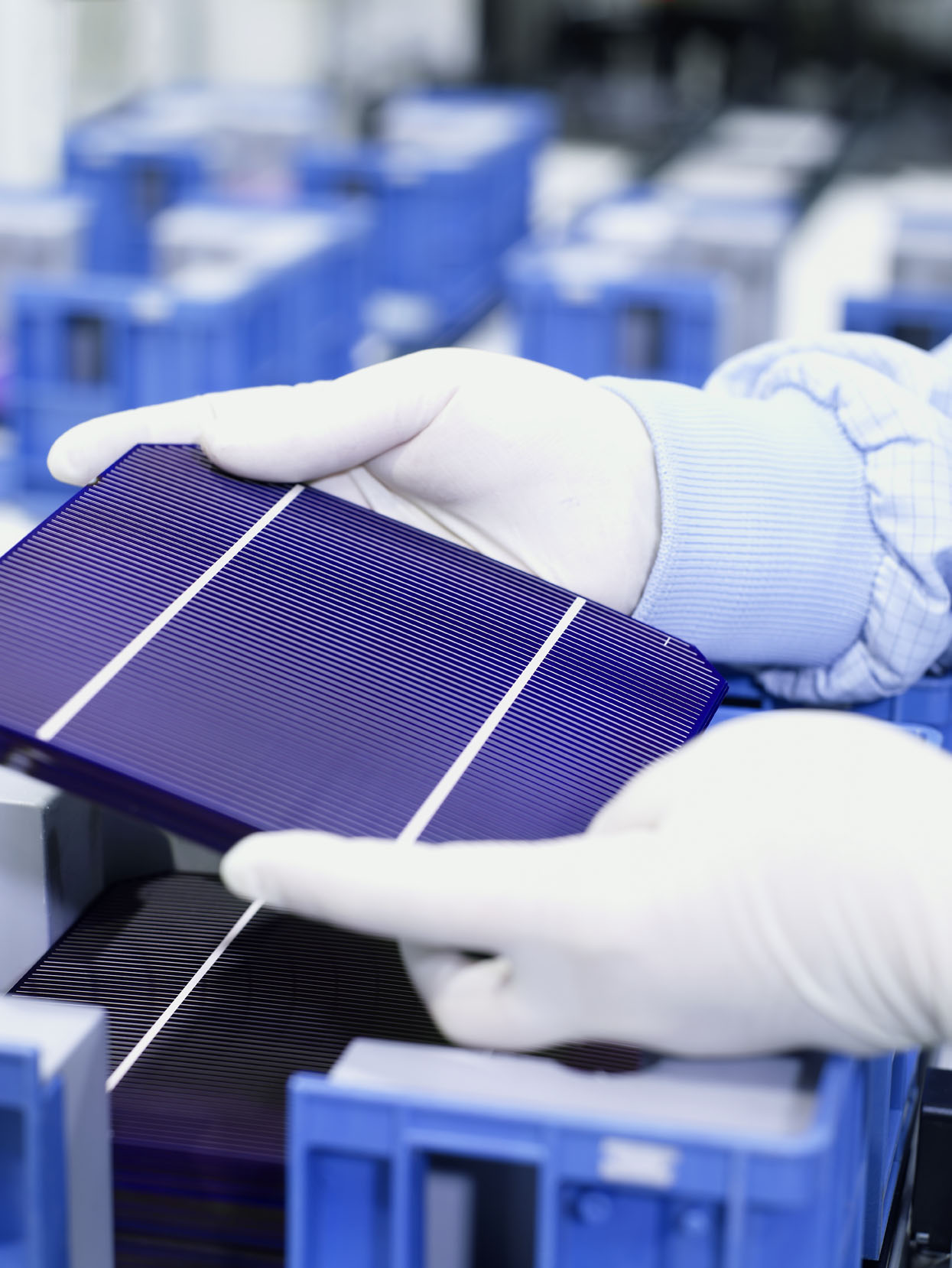
Monokristalline Solarzelle

- Am Firmensitz in Arnstadt stellte das Unternehmen monokristalline Ingots, Wafer, Solarzellen und kristalline Solarmodule  her. Dabei wurden monokristalline Ingots über einen Ziehprozess – die sogenannte CZ-Methode – produziert. Anschließend wurden daraus dünne „Scheiben“ – die Wafer – gesägt. Deren Dicke war ab 160 µm frei wählbar. ersol Wafers (bis 2009) war eine der ersten Produktionsstätten außerhalb der USA mit eigener Aufbereitung der Schneideflüssigkeit („Slurry“).

- Der Kerngeschäftsbereich war die Produktion von Solarzellen im Format 156 mm × 156 mm sowie die Produktion kristalliner Solarmodule. Bei einer Zelldicke von etwa 200 µm erreichte der Wirkungsgrad der monokristallinen Solarzellen bis zu 18,4[18] Prozent. Die Produktion erfolgte durch die Muttergesellschaft Bosch Solar Energy AG in Arnstadt.

- Basierend auf den monokristallinen Solarzellen produzierte das Unternehmen kristalline Solarmodule mit 48 oder 60 Zellen. Die Modulfertigung war in den Gesamtkomplex am Standort Arnstadt integriert.

- Als wesentliches neues Geschäftsfeld wurde der Vertrieb von Solargroßprojekten ab 2009 aufgebaut. Das Unternehmen übernahm hierbei die Errichtung von Solarparks von der Planung bis hin zur schlüsselfertigen Übergabe.